# NGC 6567
NGC 6567 (andere Benennung PK 11-0.2, ESO 590-PN8) ist ein  planetarischer Nebel im Sternbild Schütze. Das Objekt wurde am 18. August 1882 von Edward Charles Pickering entdeckt.